# Aphanodomus terebellae
Aphanodomus terebellae är en kräftdjursart som först beskrevs av Levinsen 1878.  Aphanodomus terebellae ingår i släktet Aphanodomus och familjen Xenocoelomatidae. Inga underarter finns listade i Catalogue of Life.